# Haliclona textapatina
Haliclona textapatina är en svampdjursart som först beskrevs av De Laubenfels 1930.  Haliclona textapatina ingår i släktet Haliclona och familjen Chalinidae.
Artens utbredningsområde är Kalifornien. Inga underarter finns listade i Catalogue of Life.